# Sang pour sang (Mélusine)
Pour les articles homonymes, voir Sang pour sang.
Sang pour sang est le 17e album de bande dessinée mettant en scène le personnage de Mélusine, sorti en 2009. Les dessins sont de Clarke et le scénario de Gilson.

## Synopsis
Contrairement aux précédents albums, c'est la première et non la dernière histoire de l'album qui donne son nom à l'album.
Faësturno (anagramme de Nosferatu), l'oncle du comte, décide de lui rendre visite. Il croise Mélusine sur le chemin du château et décide de la suivre en volant. Il percute alors un mur du château, tombe au sol et se fait écraser par Cancrelune qui a encore raté son vol. Cela le rend quelque peu comateux et les efforts pour lui faire retrouver son état normal n'ont pas l'effet recherché.